# Sokone
Sokone är en ort i västra Senegal. Den ligger i regionen Fatick och har cirka 16 000 invånare.